# Kentarō Sawada
Kentarō Sawada (沢田 謙太郎?, Sawada Kentarō; Kanagawa, 15 maggio 1970) è un allenatore di calcio ed ex calciatore giapponese, di ruolo difensore.